# Le Gast
Le Gast ist eine ehemalige französische Gemeinde mit zuletzt 206 Einwohnern (Stand: 1. Januar 2014), den Gatinais, im Département Calvados in der Region Normandie.
Zum 1. Januar 2017 wurde Le Gast im Zuge einer Gebietsreform zusammen mit neun benachbarten Gemeinden als Ortsteil in die neue Gemeinde Noues de Sienne eingegliedert.

## Geografie
Le Gast liegt rund 72 km südwestlich von Caen. Das im Département Manche, an das Le Gast im Westen und Süden grenzt, gelegene Saint-Lô ist etwa 40 km entfernt.

## Bevölkerungsentwicklung
| Jahr                             | 1793 | 1836  | 1876 | 1926 | 1946 | 1968 | 1990 | 2014 |
| Einwohner                        | 957  | 1.013 | 882  | 644  | 603  | 473  | 252  | 206  |
| Quelle: Cassini, EHESS und INSEE |      |       |      |      |      |      |      |      |

## Sehenswürdigkeiten
- Kirche Saint-Jean-Baptiste